# Ilhas Oki

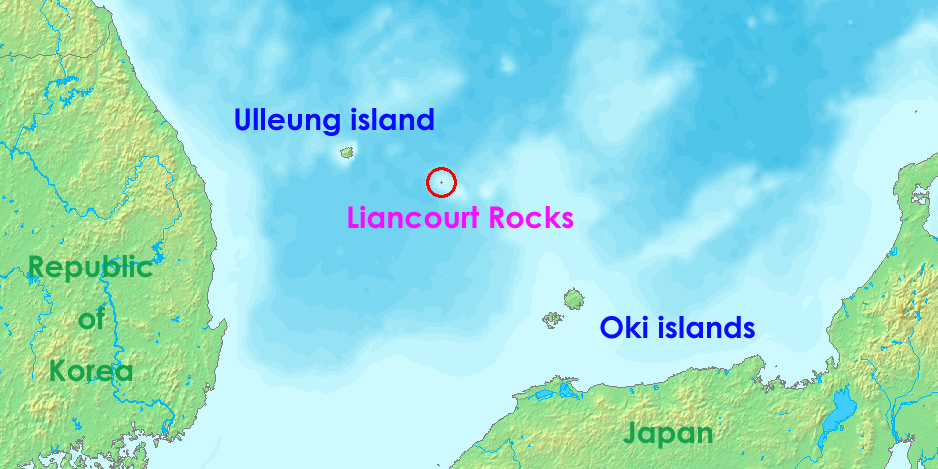
Mapa da localização

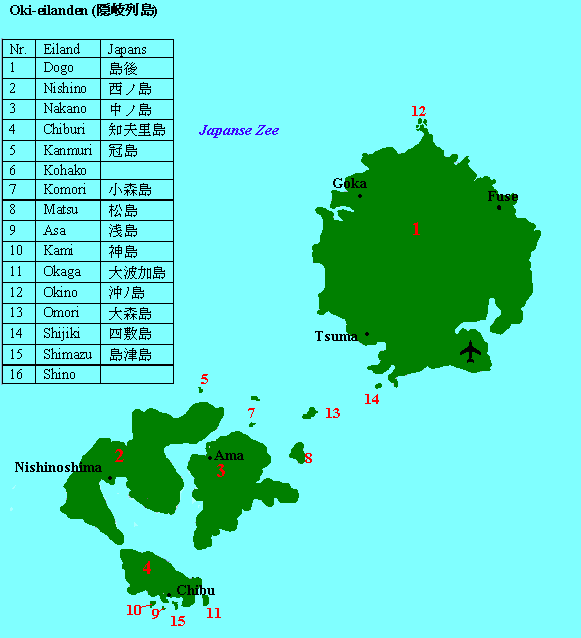
Ilhas Oki

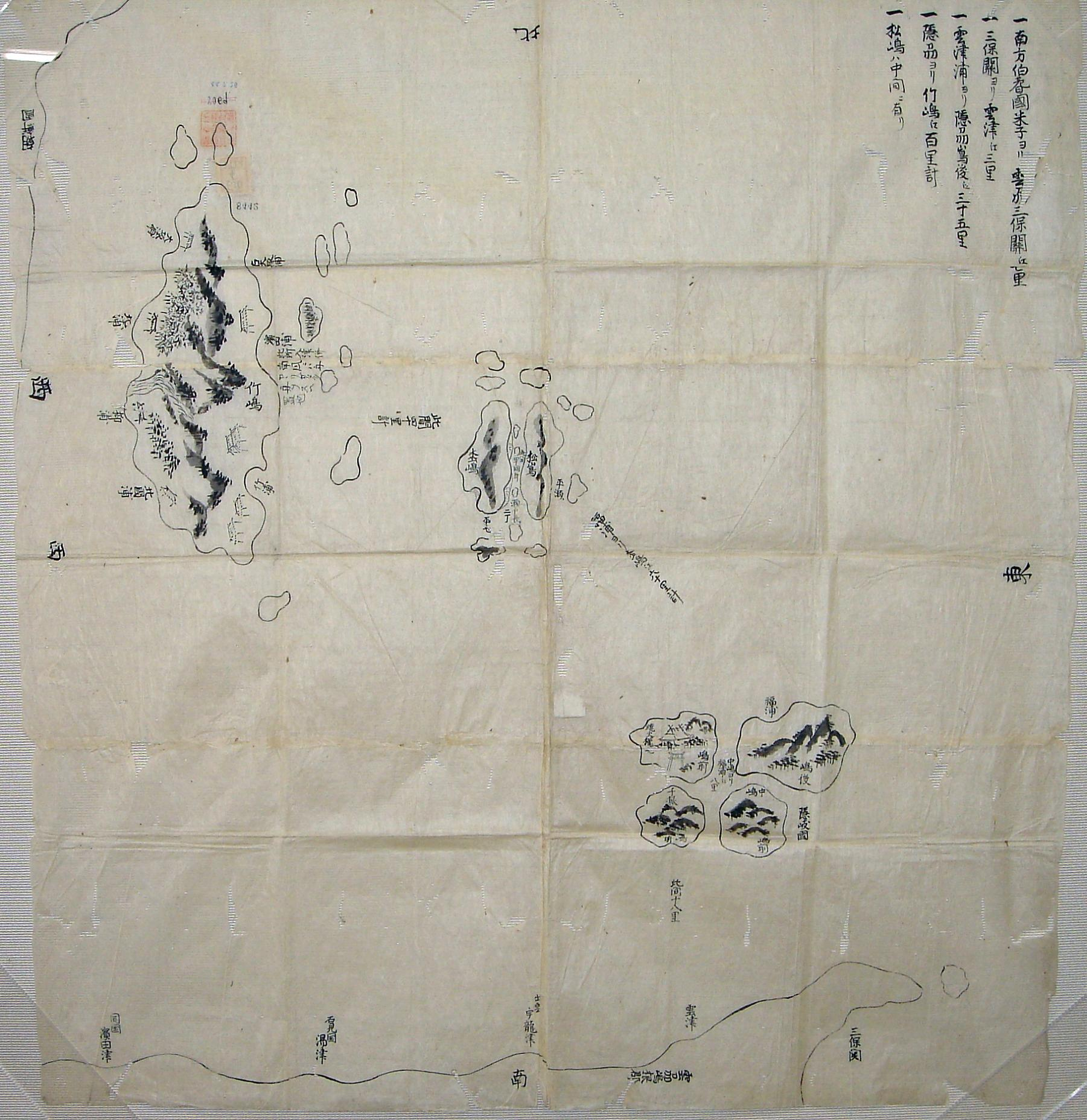
Um mapa japonês datado de 1724, com as Ilhas Oki no canto inferior direito, Rochedos de Liancourt no centro e Ulleungdo à esquerda

Oki Islands (隠岐諸島, Oki-shotō, ou  Oki-guntō)  são um grupo de ilhas na parte sudoeste do Mar do Japão,  pertencentes ao Japão.

## Geografia
As Ilhas Oki estão situadas entre 40 a 80 quilômetros ao norte da costa de Honshu.
As ilhas são de origem vulcânica e tem uma área total de 346,1 km2. O grupo é composto por 16 ilhas e a maior elevação é o Monte Damanji-San com cerca de 608 metros  situado na ilha de Dogo.
As ilhas maiores e habitadas ilhas são:
- Dogo (岛后), a principal ilha, com cerca de (岛前) 243 km2 [2]
- Chiburi-shima (知夫里岛), com cerca de 14 km2
- Nakano-shima (中ノ島), com cerca de 33 km2
- Nishino-shima (西ノ島), com cerca de 56 km2

A população é de aproximadamente 24.500 habitantes, distribuídos por quatro áreas administrativas:
- Okinoshima-cho (Okinoshima-cidade), inclui todas as Dogo e ilhotas perto como Okina-shima, Obana-shima, Tsuname-shima, Shijiki-jima e Ombe-shima, a população é  de cerca de 17.000.
- Chibu-mura (Chibu-aldeia), inclui todas as Chiburi-shima e ilhotas perto como Okaga-shima, Shimazu-jima, Asa-shima e Kami-shima, a população é de cerca de 800.
- Ama-cho (Ama-cidade), inclui todas Nakano-shima e ilhotas adjacentes como Omori-jima e Matsu-shima, com uma população de cerca de 2.600.
- Nishinoshima-cho (Nishinoshima-cidade), inclui todas as Nishino-shima e outras pequenas ilhotas como Hoshikami-jima, Futamata-jima e O-kazuro-shima, com uma população de cerca de 3900.[3]

As ilhas compõem a Oki-shicho ( Distrito Oki ). O arquipélago também é parte do "Oki Daisen Kokuritsu Koen (Daisen Oki-Parque Nacional)

## História
É incerto quando as ilhas foram descobertas, eles são mencionados no Kojiki e no Nihon Shoki.
A partir do Período Kamakura, a província de Oki foi governada primeiramente pelo shugo da província de Izumo. No Período Muromachi, foi comandada sucessivamente pelo clã Sasaki, pelo clã Yamana e pelo clã Kyogoku. No Período Sengoku, o clã Amago ficou com a província. Depois de sua queda e da ascensão do Xogunato Tokugawa, o xogunato declarou a província uma posse do shogun e nomeou para o seu governo o clã Matsudaira, parentes do shogun. Nessa época, a produção de arroz da província de Oki era calculada em cinco mil koku por ano.